# یواس‌ان‌اس ایندومتیبل (تی-ای‌جی‌اواس-۷)
یواس‌ان‌اس ایندومتیبل (تی-ای‌جی‌اواس-۷) (به انگلیسی: USNS Indomitable (T-AGOS-7)) یک کشتی بود که طول آن ۲۲۴ فوت (۶۸ متر) بود. این کشتی در سال ۱۹۸۵ ساخته شد.